# 緊急用医療ホログラム
緊急用医療ホログラム（きんきゅうよういりょうほろぐらむ、英: emergency medical hologram、略称EMH）は、『スタートレック』シリーズに登場する架空の医療システム。

## 開発・運用
EMHは光子と重力子場で作る「触れる」立体映像・ホログラムの技術を応用した人型映像ドクターである。ホロマトリックスには医療に必要な診断プロトコルや触覚サブルーチン、500万もの医療技術が詰め込まれている。通常、それだけ莫大なデータ容量をホロマトリックスに詰め込むとホログラム自体が崩壊してしまうため、EMH制作には高度な職人技が必要になる。
EMHは宇宙艦隊技術部のホログラム工学の権威ルイス・ジマーマン博士が開発主任となり、U.S.S.エンタープライズDのエンジニアであったレジナルド・バークレー中尉（ヴォイジャーの時点での階級は大尉）も参加して、木星ステーションのホログラム研究所で開発された。EMH-Mark1の外見はジマーマン博士がモデルになっている。『スタートレック:ヴォイジャー』第144話「ジマーマン博士の屈辱」などによると、Mark4まで開発されており、Mark1以外の外見モデルはジマーマン博士とは異なることに言及されている。
Mark1はU.S.S.ヴォイジャー以降の宇宙艦隊艦艇に搭載されるようになり、最新鋭艦のU.S.S.エンタープライズEにも搭載されたが、宇宙艦隊での評価は良好ではなく、次第にMark2以降のバージョンに交代させられ、最終的に鉱山やプラズマコンジットの清掃作業など危険作業用ホロプログラムとして運用されるようになる。
なお、Mark2は当初、日常勤務用として開発が進められ、外見や性格のモデルとしてはディープ・スペース・ナインのドクター・ベシアが考えられていた。開発のためジマーマン博士がディープ・スペース・ナインを訪れたが、ベシア自身の倫理上の問題が発覚し白紙撤回される。

## 特徴
無数の医療技術を記憶している有能なシステムだが、Mark1の唯一と言える問題点は、人格もルイス・ジマーマンをモデルとしていることで、頑固で偏屈な性格に設定されており､患者にとってお世辞にも優しい医者とは言えなくなっていることである。救いは、学習機能がついていることかもしれない。起動された際には、エピソードによって異なることもあるが､「緊急事態の概要を述べよ」、または「緊急事態の概要を述べたまえ」と言う。また、万能翻訳プログラムも組み込まれており、通訳の役割を果たす事も出来る。
「緊急医療ホログラム、起動」で瞬時に現れ、「緊急医療ホログラム、終了」で瞬時に消える。

## 装備している宇宙船

### U.S.S.ヴォイジャー
『スタートレック:ヴォイジャー』に登場する宇宙船「U.S.S.ヴォイジャー」には、初期型であるMark1が「ドクター」と言う通称で、メインキャラクターの一人として登場する。

### U.S.S.プロメテウス
『スタートレック:ヴォイジャー』第81話に登場する宇宙船「U.S.S.プロメテウス」に搭載されているMark2。U.S.S.ヴォイジャーからヒロージェンの通信網を介して派遣されてきたドクターと協力して、ロミュラン人に乗っ取られたプロメテウスを奪回する。なお、プロメテウスは艦全体にホログラム投影装置がある。
出会った当初はドクターを旧型と馬鹿にしていたが、自分にない性行為用のサブルーチン（もちろん本来の緊急医療ホログラム・マークワンにもない）を備えていると知ると見直し、ダウンロードさせてほしいと頼む。

### U.S.SエンタープライズE
スタートレック ファーストコンタクトにMark1が登場する。宇宙船「U.S.S.エンタープライズE」の各デッキが次々とボーグに乗っ取られる中、ドクター・クラッシャーらが医療室を脱出する時間稼ぎをするために起動される。

### U.S.S.イクワノックス
『スタートレック:ヴォイジャー』第120話～121話に登場する宇宙船「U.S.S.イクワノックス」に搭載されているMark1。U.S.S.ヴォイジャーのドクターからモバイルホロエミッタを奪い、彼に成りすまし、U.S.S.ヴォイジャーに侵入する。

### U.S.S.キトマー
2409年が舞台の『Star Trek Online』に登場するU.S.S.キトマーに搭載されている緊急医療ホログラム。型式は不明で、Mark1ともMark2とも異なる銀髪の地球人男性の姿をしている。
ボーグとの戦闘で艦が壊滅状態になった折に他の宇宙艦隊船へ救助要請を出していたり、本人が「自分のデータベースには医療関係の他に戦術に関するものも多数含まれている」と言っている事から、緊急司令ホログラムとしての機能も持つものと推定される。
なおこの時代の緊急医療ホログラムは、U.S.S.ヴォイジャーのドクターが地球帰還後に起こした訴訟により、知的生命体であり基本的人権を有すると認められている。

### ラ・シレーナ
2399年が舞台の『スタートレック:ピカード』に登場するフリーランスのクリストバル・リオスの持ち船の"ラ・シレーナ"に搭載され、リオスの外見を持つ。

## 登場作品
| 作品名                                    | 内容 |
| ----------------------------------------- | --- |
| スタートレック:ヴォイジャー               | ドクターがシリーズのメインキャラクターとして登場するほか、一部のエピソードには他の緊急医療ホログラムも登場。  |
| スタートレック:ディープ・スペース・ナイン | 第114話「ジュリアンの秘密」で、ジマーマンがジュリアン・ベシアを新型緊急医療ホログラムのモデルにしようとする。 |
| スタートレック ファーストコンタクト       | エンタープライズE搭載の緊急医療ホログラム Mark1が登場。                                                       |
| Star Trek Online                          | 2409年当時の最新型緊急医療ホログラムがチュートリアルの進行役として登場。                                      |
| スタートレック:ピカード                   | 2399年、フリーランスのクリストバル・リオスの持ち船ラ・シレーナ搭載の緊急医療ホログラムがリオスの外見で登場。  |